# Ermance Rejebian
 (mars 2025).
Ermance Rejebian (17 mars 1906 - 29 septembre 1989) était une critique littéraire, conférencière, animatrice radio et écrivaine arménienne américaine.
Sa notoriété est à l'origine de nombreux clubs de lecture (book clubs, en anglais) connus notamment sous le nom de Rejebian Book Clubs. Elle écrit deux livres autobiographiques, où elle décrit les difficultés auxquelles elle a du faire face avec son mari pendant le génocide arménien.

## Vie personnelle
Ermance Marion Varsaverian nait dans l'Empire ottoman le 17 mars 1906. Son père était un éminent avocat du gouvernement ottoman ainsi qu'un leader de la communauté arménienne . Sa mère venait de la petite noblesse terrienne. Rejebian était la cadette de trois sœurs. M. Varsaverian désirait faire émigrer sa famille aux Etats-Unis pour les éloigner des tensions ethniques entre les Turcs et les Arméniens. Pendant la Première Guerre Mondiale, la famille déménage à Constantinople pour échapper à l'imminence du génocide, pour s'y installer définitivement. En 1919, il envoie sa fille Ermance et une amie vivre et étudier en Angleterre 
Sa sœur Anahid se marie à un Américain et s'installe à Los Angeles. En 1920, elle fit venir sa sœur, qui emménagea avec le couple. Ermance raccourcit son nom de jeune fille en Verian, et fréquent le lycée L.A. High School, dont elle sort diplômée en 1924. Elle étudie ensuite à l'Université de Californie (UCLA) et obtient une certification d'aptitude  à l'enseignement élémentaire  en janvier 1927. Elle enseigne jusqu'à son mariage avec Vahram Rejebian en 1928.
Ermance et Vahram déménagent à Houston peu après leur union, où naitra leur fils Myron en 1930. Quatre ans plus tard, en 1934, ils déménageront à Dallas, dont ils tomberont amoureux, et où naitra leur fille Mary en 1936.
C'est à cette époque qu'Ermance Rejebian rencontre Mae Pickens, à l'origine des Rejebian Clubs. Ermance était une autrice prolifique, signant des centaines de pages sur des sujets aussi variés que la culture et l'histoire, ou bien ses propres voyages. Après la montée en popularité des Rejebian Clubs, elle donne des conférences devant un public important, jusqu'à 1500 personnes à Houston, dans tout le Texas, incluant des institutions comme la Southern Methodist University ou la Texas Wesleyan University. Le couple Rejebian voyageait énormément, revenant régulièrement dans leurs villes natales.
Ermance Rejebian vit à Dallas jusqu'à sa mort le 29 septembre 1989.

## LesRejebian Clubs
Dans le Dallas des années 1930, la critique littéraire était un loisir très populaire, en particulier parmi les femmes, qui se rassemblaient en clubs.
C'est à l'occasion de l'un de ces clubs de lecture que Etta Mae Pickens entend parler Ermance Rejebian pour la première fois. Après avoir écouté une critique du roman Les Quarante Jours du Musa Dagh, elle déplore l'ignorance de son auteur en matière d'histoire et culture arméniennes, et décide d'envoyer sa propre critique à la Dallas Story League. Impressionnée par sa lecture, Pickens, qui la rencontre de nouveau en 1937, demande à rejoindre son club de lecture. En découvrant qu'il n'existait pas, elle lui suggéra d'en monter un. Elles travaillèrent ensemble pour qu'il voit le jour, et pendant longtemps, l'intelligence et les talents oratoires de Rejebian ont attiré tellement d'adhérents qu'elles durent dresser une liste d'attente.
Peu après, d'autres clubs se formèrent, Rejebian parlant alors de clubs en clubs, à cause de la liste d'attente. Au bout de quelques années, plus d'une quarantaine de clubs sont créés, sous le nom de Rejebian. Elle donnait environ 42 critiques par mois pendant les 34 premières années de sa carrière, avant de s'arrêt à la soixantaine.

## Autres œuvres et récompenses
Durant cette période chargée, Rejebian a également passé sept ans à présenter l'actualité sur la radio WFAA AM le dimanche matin. Elle a écrit trois livres au cours de sa vie : Testament of Faith, sa propre histoire, Pilgrimage to Freedom, celle de son mari, et The Book, sur ses années d' étude de la Bible. En 1959, les Filles de la Révolution américaine, section Jane Douglas, lui ont décerné la médaille de l'américanisme. La même année, le magazine Time la nomme l’une des femmes les plus remarquables du Sud-Ouest. Quatre ans plus tard, en 1963, elle remporte le Zonta Service Award.